# Šebet
Šebet (cyr. Шебет) – wieś w Serbii, w okręgu niszawskim, w gminie Gadžin Han. W 2011 roku liczyła 57 mieszkańców.